# Tipula (Acutipula) tigon
Tipula (Acutipula) tigon is een tweevleugelige uit de familie langpootmuggen (Tipulidae). De soort komt voor in het Afrotropisch gebied.